# ماتفي زاخاروف

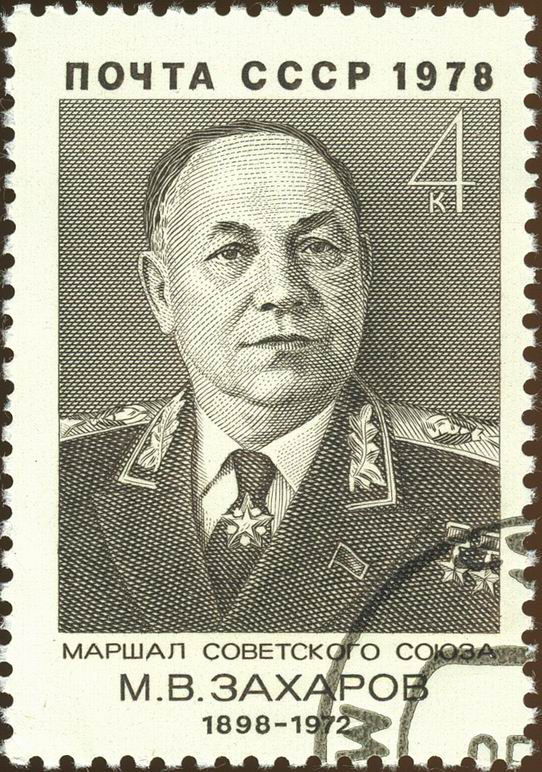
ماتفي زاخاروف على طابع سوفيتي

ماتفي زاخاروف (1898 - 1972) عسكري روسي كان مارشال الاتحاد السوفيتي.

## روابط خارجية
- ماتفي زاخاروف على موقع مونزينجر (الألمانية)